# Рековичі (станція)
Рековичі (рос. станция Рековичи) — залізнична станція в Дубровському районі Брянської області Російської Федерації.
Населення становить 8 осіб. Входить до складу муніципального утворення Рековицьке сільське поселення.

## Історія
Від 2005 року входить до складу муніципального утворення Рековицьке сільське поселення.

## Населення
1. Н/Д[2]